# Jeong Na-eun
Det här är en artikel om en person med koreanskt personnamn; Jeong är familjenamnet.
Jeong Na-eun (koreanska: 정나은), född 27 juni 2000 i Seoul, är en sydkoreansk badmintonspelare.

## Karriär
Vid OS 2024 i Paris tog Jeong silver tillsammans med Kim Won-ho i mixeddubbel.